# Dione juno
Espèce
Dione juno est une espèce de lépidoptères appartenant à la famille des Nymphalidae, à la sous-famille des Heliconiinae et au genre Dione.

## Taxonomie
Dione juno a été décrit par Pieter Cramer en 1779 sous le nom de Papilio juno.

### Sous-espèces
- Dione juno juno présent à la Martinique, Sainte-Lucie, Saint-Vincent, en Guyane, en Guyana, au Surinam
- Dione juno andicola (Bates, 1864); présent en Équateur.
- Dione juno huascuma (Reakirt, 1866); présent au Mexique.
- Dione juno miraculosa Hering, 1926; présent au Pérou, parfois considéré comme une espèce, Dione miraculosa.
- Dione juno suffumata Brown & Mielke, 1972; présent au Paraguay[1],[2].

### Noms vernaculaires
Dione juno se nomme Flambeau argenté en français et Juno Longwing ou Juno Silverspot en anglais,.

## Description

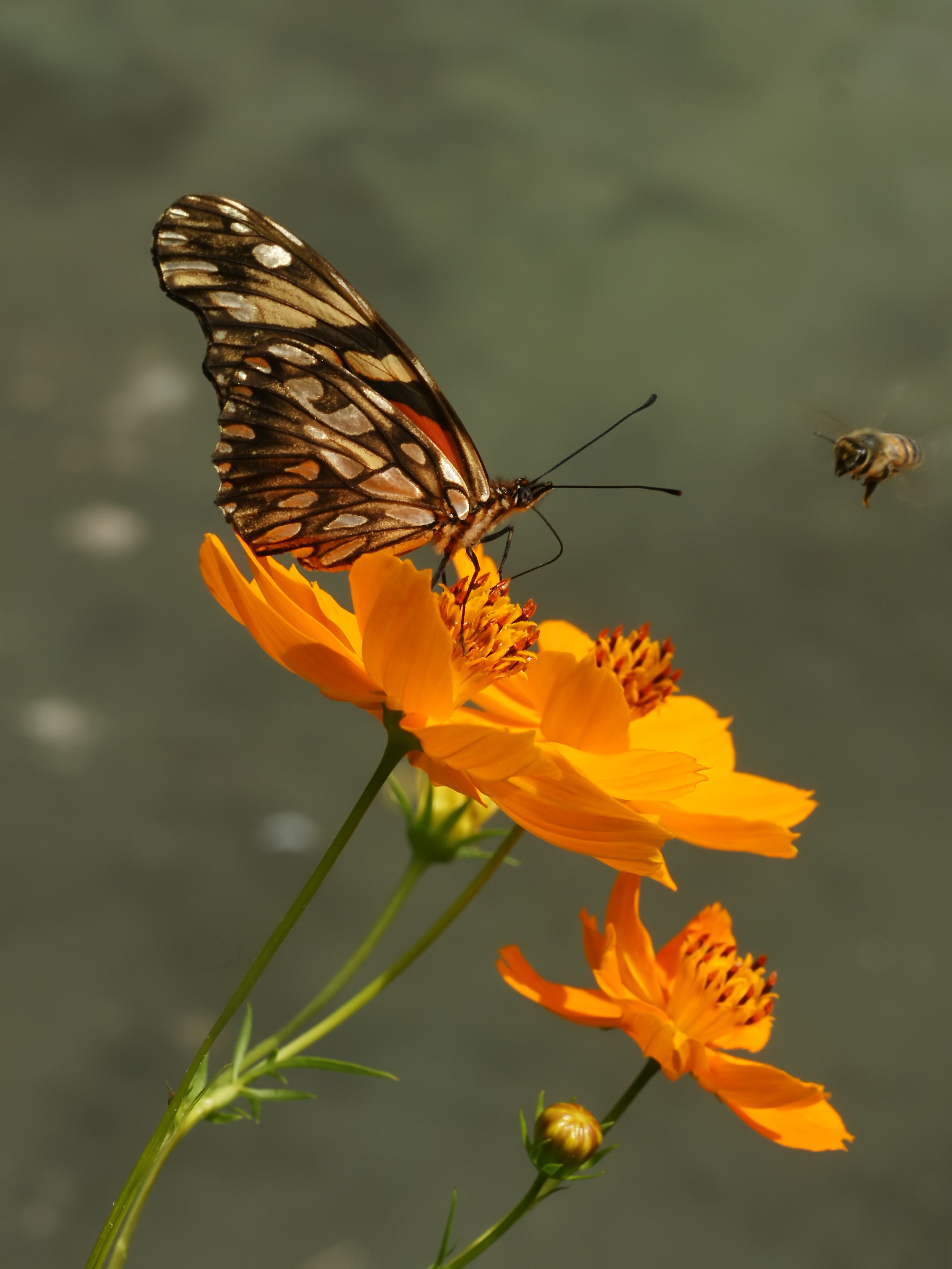
revers de Dione juno huascuma

C'est un grand papillon au dessus orange bordé de marron avec les veines en partie soulignées de marron.
Le revers des antérieures présente une base orange. L'apex et la totalité des ailes postérieures sont tachés de blanc et de marron avec des veines marron.

### Chenille
Son corps est jaune avec des taches orange, des scolis noirs et sa tête est noire.

## Biologie

### Plantes hôtes
Les plantes hôtes de sa chenille sont des Passifloraceae, Passiflora alata, Passiflora edulis, Passiflora laurifolia, Passiflora platyloba et Passiflora serrato-digitata, Passiflora vitifolia,.

## Écologie et distribution
Il réside à la Martinique, Sainte-Lucie, Saint-Vincent, aux Grenadines, au Mexique, au Paraguay, en Guyane, en Guyana, au Surinam,  au Venezuela, en Équateur, en Argentine et au Pérou.

### Biotope
Son habitat est la forêt jusqu'à 1200 mètres d'altitude.